# Zatoka Possieta
Zatoka Possieta (ros. Залив Посьета) – jedna z zatok, na które dzieli się rosyjska Zatoka Piotra Wielkiego. Jest położona w południowo–zachodniej części Zatoki Piotra Wielkiego, pomiędzy cyplami Susłow i Gamow. Jej rozmiary to 31 km (NE–SW) na 33 km (NW–SE). Brzegi zatoki są nieregularne i poszarpane.
Nad zatoką położone są miejscowości Zarubino, Kraskino i Possiet. 